# サベイジ駅の戦い
サベイジ駅の戦い（サベイジえきのたたかい、英:Battle of Savage's Station）は、南北戦争序盤の1862年6月29日、バージニア州ヘンリコ郡で、七日間の戦いの4つめの戦いとして起こった戦闘である。北軍の主力ポトマック軍はジェームズ川に向けて全軍撤退を始めていた。南軍ジョン・マグルーダー少将は3個旅団を率いて、鉄道とウィリアムズバーグ道路に沿って追撃し、サベイジ駅近くで北軍の後衛、エドウィン・V・サムナー少将の第2軍団を攻撃し、一方、ストーンウォール・ジャクソンの師団はチカホミニー川北岸で立ち往生していた。北軍はホワイトオーク湿地を渡って撤退を続け、多くの物資や野戦病院にいた2,500名以上の負傷兵を放棄した。

## 背景
七日間の戦いは6月25日にオークグラブの小さな戦いにおける北軍の攻撃で始まったが、南軍のロバート・E・リー将軍とその北バージニア軍が6月26日のビーバーダム・クリークの戦い、6月27日のゲインズミルの戦いおよび6月27日と28日のガーネッツ・アンド・ゴールディングズ・ファームの小戦闘と一連の攻撃を始めると、北軍ジョージ・マクレラン少将のポトマック軍は急速に主体性を失った。ポトマック軍はジェームズ川に向けて全軍撤退を継続した。
マクレラン軍の大半がリッチモンド・アンド・ヨーク川鉄道のサベイジ駅近くに集結し、ホワイトオーク湿地を抜ける難しい行軍のための準備をしていた。マクレラン自身はゲインズミルの戦い後に、各軍団に撤退中の動きについて指示を残さず、また副指揮官を指名することもなく南のマルバーンヒルに移動していたので、北軍は統率された指示も無いままに動いていた。北軍兵は携行できない物全てを焼却するよう命令されたので黒煙の雲が辺りを包んでいた。北軍の士気は急降下しており、特に負傷兵は軍隊の他の兵士達と共にサベイジ駅から引き上げられないと認識したために尚更だった。
リーはマクレラン軍を追撃し破壊するために複雑な作戦を立てた。ジェイムズ・ロングストリートとA・P・ヒル各少将の師団は一旦リッチモンドの方向に戻り、続いて南東のグレンデイルの交差点を目指す、セオフィラス・H・ホームズ少将の師団は更に南を目指してマルバーンヒル近辺に向かう、ジョン・マグルーダー少将の師団はウィリアムズバーグ道路とヨーク川鉄道にそって真っ直ぐ東に向かい、北軍の後衛を攻撃すると命令された。ストーンウォール・ジャクソンの師団はD・H・ヒル少将とウィリアム・H・C・ホワイティング准将の各師団と共にチカホミニー川の橋を再建し、直ぐ南のサベイジ駅に向かい、そこでマグルーダー隊と合流して北軍に強打を与え、北軍が後退しながら戦わざるを得ない状況に追い込むものとされていた。
サベイジ駅におけるマクレラン軍の後衛はエドウィン・V・サムナー准将の第2軍団（2個師団）サミュエル・P・ハインツェルマン准将の第3軍団（2個師団）とウィリアム・B・フランクリン准将の第6軍団（1個師団）で構成されていた。マクレランは自分より上級の将軍であるサムナーが無能であると考えていたので、誰も後衛を指揮する者を指名していなかった。

## 戦闘
両軍の最初の接触は6月29日午前9時に起こった。サベイジ駅から西に約2マイル (3 km)、アレン氏が所有する農園と果樹園で、ジョージ・T・アンダーソン准将の旅団からジョージアの2個連隊がサムナー軍団のペンシルベニア2個連隊と交戦し、約2時間の戦闘で損失28名を出したが、ペンシルベニア連隊には119名の損失を出させた。損失の中で最も上級の者は南軍のリチャード・グリフィス准将であり、砲弾の破片で致命傷を負った。マグルーダーは消化不良の発作を抑えるためにモルヒネを服用していたと言われており、混乱して優勢な軍隊に攻撃されるのではないかと心配した。マグルーダーはリーに援軍を要求し、リーはベンジャミン・フーガー准将の師団から2個旅団の派遣を命令したが、午後2時までに交戦することが無ければ、戻ってくるようにという条件付だった。
一方、ジャクソンはリーの作戦通り進軍していなかった。チカホミニー川に架かる橋を再建するために時間を掛けており、リーの参謀長から川の北岸に留まり渡河地点を守るべきと信じさせる訳の分からない命令を受け取っていた。南軍作戦のこの失敗も、北軍側でもそれに見合うことが起こっていた。ハインツェルマンはその軍団がサベイジ駅を守る必要が無く、サムナーとフランクリンの軍団だけで十分だと一人合点してしまい、2人の将軍に報せることもなく、軍隊の他の部隊と共に退却することに決めた。
マグルーダーは午後2時にフーガー師団からの2個旅団を諦めざるを得ず、自隊14,000名でサムナーの26,600名を攻撃するという難題に直面した。午後5時まで躊躇った後で、ジョセフ・B・カーショー准将を左手、ポール・J・セムズ准将を中央、ウィリアム・バークスデイル大佐（グリフィス旅団）を右手にして、わずか2個半の旅団を送り出した。フランクリンとジョン・セジウィック准将はサベイジ駅の西を偵察していてカーショーの旅団が前進してくるのを見つけた。彼らは、最初それがハインツェルマン軍団の兵士だと思ったが、直ぐにその誤りに気付いた。このことで、ハインツェルマンが報せも無く出発したことが初めて分かり、サムナーなどは特に激怒して、翌日ハインツェルマンと口もきかなかった。北軍の大砲が砲火を開き前哨兵が前進して攻撃部隊を迎えさせた。
マグルーダー隊の攻撃には初めて戦闘に使われる武装鉄道砲台を伴っていた。6月始めにリー将軍はマクレラン軍の包囲戦が近付いていることへの対抗を期待して、鉄道と自軍の武器を使った大砲を工夫させた。32ポンドブルック海軍施条砲を使い、線路を使った傾斜のある砲郭で覆い、愛称を「陸のメリマク」とした。機関車で後押しされ、行軍する歩兵隊と同じ速度で進んだ。しかし、北軍の砲手が所有するどんな大砲をも凌ぐこの印象的な武器をもってしても、マグルーダーが遥かに優勢な敵軍に向けてその小さい軍隊の一部を送るという判断の結果は予想通りだった。
北軍で最初に戦闘に入ったのはセジウィック旅団の1個連隊、ウィリアム・W・バーンズ准将が率いるフィラデルフィア連隊だったが、その防御線は前面のカーショーとセムズの2個旅団を相手にするには不適切であることが分かった。サムナーは戦闘のこの時点で常軌を逸した動きをしており、手当たり次第に戦闘に突入する連隊を選んでいた。バーンズの2個連隊を送り出し、続いてセジウィック師団の他の旅団から第1ミネソタ歩兵連隊を送り、最後はイズラエル・B・リチャードソン准将の師団の異なる2個旅団からそれぞれ1個連隊を送った。これらの部隊が全て前線に到着する時までに、両軍はほぼ同勢力となり、それぞれ2個旅団となった。マグルーダーはその攻撃に付いて控えめだったが、サムナーも同じくらい控えめだった。サムナー指揮下の軍団には26個連隊があったのに、わずか10個連隊しかサベイジ駅の戦闘に参戦しなかった。
戦闘は流血の多い膠着状態となり、暗闇が訪れ、激しい雷雨が襲ってきた。「陸のメリマク」が北軍の前線を砲撃し、その砲弾の幾つかは戦場後方にあった野戦病院まで届いた。この夜最後の行動は、ウィリアム・F・"ボールディ"・スミス准将師団ウィリアム・T・H・ブルックス大佐が指揮するバーモント旅団によるものだった。ウィリアムズバーグ道路の南面を保持しようとしてバーモント旅団は森の中に分け入り、殺人的な銃火に遭遇してこの日の戦闘に参加した旅団の中でも最も多い損失を出した。バーモント旅団全体で439名の損失を出し、中でもルイス・A・グラント中佐が指揮する第5バーモント連隊は428名中209名が損失となった。

## 戦闘の後
この戦闘は両軍合わせて約1,500名の損失を出す引き分けとなったが、北軍は、既に負傷しており、野戦病院が引き上げられた後に残されて捕まった2,500名がいた。ストーンウォール・ジャクソンは最終的に6月30日の午前2時半頃までに河を渉ったが、リーが期待した北軍を潰すことにはあまりにも遅すぎた。ポトマック軍の大半は6月30日までに妨害も無くホワイトオーク湿地を横切った。リー将軍はマグルーダーに宛てた伝言で「私は貴方が今日の敵の追撃でほとんど進展が無かったことを非常に残念に思う。我々の勝利の果実を摘み取るためには、追撃が最も活発に行われるべきである。...我々はこれ以上時間を費やしてはならない、さもなくば敵は完全に逃げてしまうだろう」と叱責した。しかし、この失われた機会の責任はリー自身の作戦本部でのお粗末な参謀の仕事と、ジャクソンの攻撃とは程遠い行動とに平等に分けられるべきである。七日間の戦いは6月30日のさらに大きなグレンデイルの戦いとホワイトオーク湿地の戦いへと続いた。